# 청양로
청양로(Cheongyang-ro)는 강원특별자치도 철원군 갈말읍 지경교차로에서 철원군 김화읍 만경교차로를 잇는 도로이다.

## 주요 경유지
강원특별자치도
- 철원군 (갈말읍 . 김화읍)

## 노선
| 이름        | 접속 노선              | 소재지 | 소재지 | 비고                 |
| ----------- | ---------------------- | ------ | ------ | -------------------- |
| 지경 교차로 | 국도 제43호선 (호국로) | 철원군 | 갈말읍 | 지방도 제464호선구간 |
| 지경삼거리  | 도청로                 | 철원군 | 갈말읍 | 지방도 제464호선구간 |
| 청양 교차로 | 국도 제43호선 (호국로) | 철원군 | 김화읍 |                      |
| 수무정교    |                        | 철원군 | 김화읍 |                      |
| 만경 교차로 | 국도 제43호선 (호국로) | 철원군 | 김화읍 |                      |

## 주요 건물 및 시설
- GS칼텍스 태봉주유소 (청양로 19/지경리 220-5)
- 농협 동철원농협 지경지점 (청양로 68/지경리 99)